# 成功大學舊總圖書館
原臺灣省立成功大學總圖書館，俗稱舊總圖、K館、舊K館，為臺灣國立成功大學勝利校區的一棟建築，於1959年完工。落成時作為校內總圖書館使用，並在1975年增建後棟；2001年位於成功校區的新總圖書館啟用，原閱覽室改為自修空間，因而被稱為K館。前棟在2016年被登錄為台南市歷史建築，修復後更名「成大未來館」，至於後棟則拆除改建為「旺宏館」。

## 歷史沿革

### 興建
- 1950年，先後購得成功校區南方民用土地與獲美援補助款[1]
- 1956年6月2日，在台灣省立工學院院務會議中提案興建新圖書館[2]
- 1956年，「臺灣省立工學院」升格改制為「臺灣省立成功大學」，總圖書館的建築計畫於同年開始。
- 1957年6月17日，舉行破土典禮(連同當年度畢業典禮一併進行，同年8月，總圖書館正式動工。[2]
- 1958年11月，主體工程大致完成。
- 1959年1月19日完成驗收後，開始分區開放給讀者使用。[3]
- 1959年4月26日，舊總圖連同學生第十二宿舍、學生第三餐廳、醫務室、建築系館、水利系館一同舉行落成典禮[3]，閱覽室有900席次。[4]

### 改建

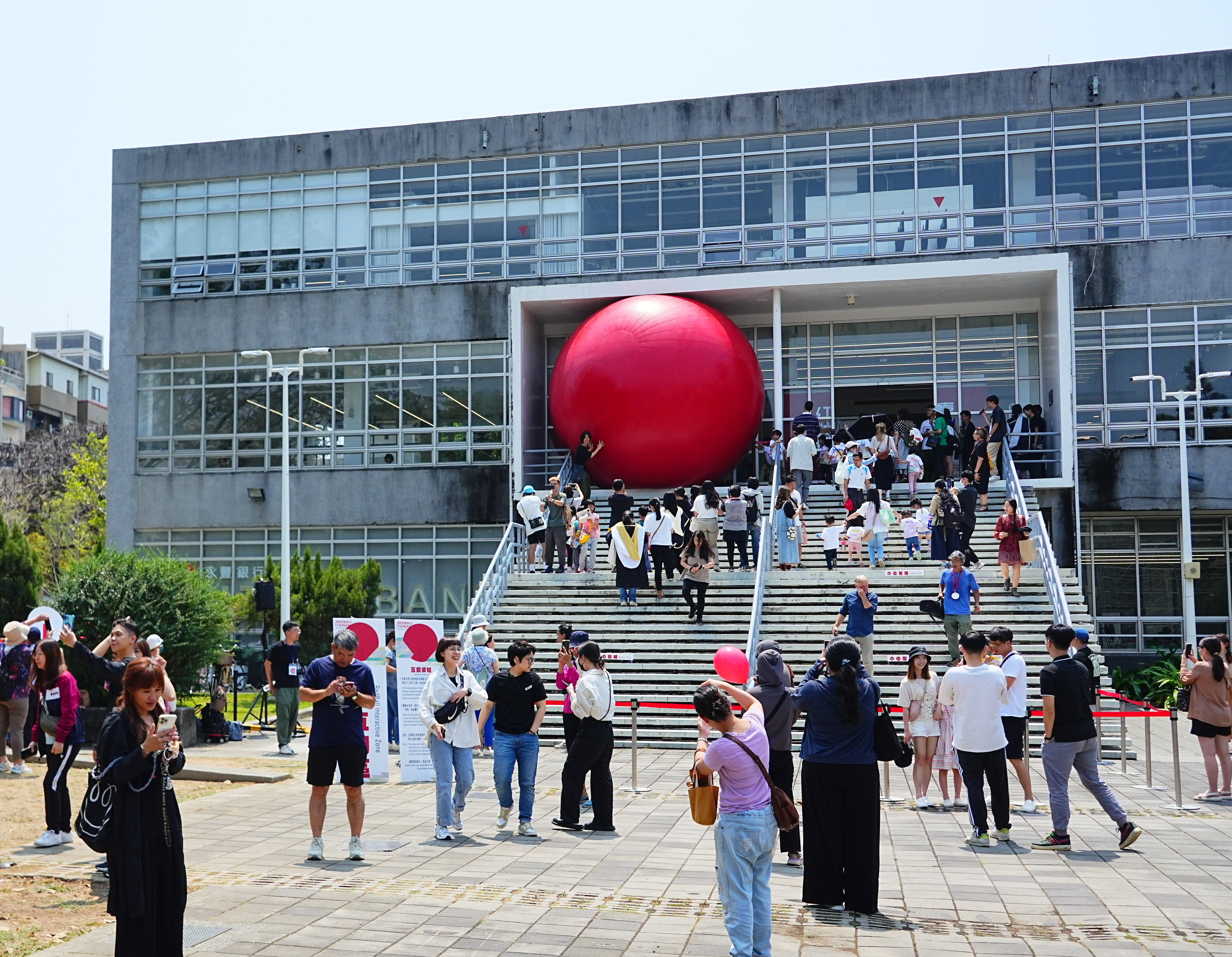
成大未來館為紅球計畫在台南的展覽場地之一

- 1975年，進行兩期的擴建工程，在總圖書館南側增建後館。完工後，後館作為圖書館，前館則是閱覽室，有1,600席次。[4]
- 1991年，打通前、後館二樓，前館加裝防盜紗窗[5]
- 1991年起，由於藏書空間不足，須將部分閱覽室作為藏書處。同時因經費不足，須將K館移至成功校區的數學館二樓。[6]後館因長期承重產生多處裂縫，同年被判定為危樓。[4]
- 1992年，因需滿足學生自修需求，將普通閱覽室（後稱「K館」）設置在現今成大博物館二樓。[7]
- 1992年-1993年，進行結構補強。[4]
- 1995年，「K館」遷至現今成大博物館一樓。[7]
- 2000年11月8日，新總圖書館完工[8]
- 2001年6月9日，新總圖書館正式落成啓用[8]，「K館」遷回舊總圖前棟二、三樓，有656席次。[4]
- 2012年3月，後棟阿婆文具部歇業。
- 2013年，在舊總圖及成大博物館之間的廣場間進行景觀改造工程，其廣場的命名引發了國立成功大學南榕廣場命名爭議。
- 2015年，建築防震係數於921地震後調高後，需進行結構補強工程，導致K館分散至各學生宿舍。[4]
- 2017年
  - 4月，新K館於敬業校區第三宿舍一樓啟用。
  - 9月，舊總圖前棟作為「台灣設計展」主展場[9]。
- 2018年底，後棟設施全數遷出。
- 2019年11月，「成功大學未來館」開幕。

## 建築特色
具有底層挑空、自由平立面、水平開窗、平屋頂等元素，為戰後現代主義風格國際式樣之現代建築。在1950年代的美援時期，成功大學與普渡大學進行合作計畫，獲得近億臺幣的援助，在校園內也興建起各式設施。舊總圖為其中具規模與代表性的一棟，由王濟昌、吳梅興設計，普渡大學的顧問傅立爾教授擔任工程指導。總樓地版面積爲3808平方米，書庫及閱覽室分別佔總面積23.8%及36.9%。建築設計為平屋頂，並因應圖書館機能，呈現不對稱的T字形。北向為正面，有大面積水平開窗，藉此引入自然光線；南向立面則有水平鋁框遮陽板；T字形短軸東西向立面設有垂直混凝土遮陽板，避免陽光直射建築物，使其中書庫可保持乾燥；而主入口偏向東側。5層樓的長軸配置閱覽室、陳列室，3層樓的短軸配置書庫。圖書館在1976年後館擴建完成後，總面積增加至9510.78平方公尺。

## 曾經館內設施

### 1957年12月
當時可收藏20餘萬冊圖書，設有500個座位。在一樓設有教授研究室（能容納40人）、新聞雜誌閱覽室（能容納60人）、陳列室、館長室、裝訂室、辦公室（內設18張辦公桌）。二樓設有參考閱覽室、普通閱覽室、演講室、借書處、目錄部（設在大廳內）。三樓設有幻燈室、電視材料室、管理室、珍貴書書庫、文商科研究閱覽室。在二樓、二樓夾層、三樓、三樓夾層都設有書庫（四個書庫都有不同呎吋）

### 1975年後館擴建第一期完工後
原圖書館改稱圖書館前館。主要改變用途的地方為：原設在一樓的教授研究室改作閱報室、新聞雜誌閱覽室改作普通閱覽室、三樓整層改作普通閱覽室。新建設的後館設有四層，一樓設有採錄組辦公室。二樓設有中文期刊室。三樓設有古籍室。四樓設有理工科圖書及西文期刊室。

### 1976年後館擴建第二期完工後
新建設的長軸與1975年後館擴建第一期的書庫均設有出入口互相連通，但實際上因樓高關係，一樓以外的樓層都無法與前館連接。新興建的長軸一樓西側爲參考室（內設館長室），東側爲西文期刊室，短軸一樓改設校史室；長軸二樓增設自然及應用科學閱覽室。採錄組辦公室遷至前館東側，其餘空間均爲普通閱覽室，提供地方作學生溫習之用。